# Walter Venturi
Walter Venturi (Roma, Italia, 6 de enero de 1969) es un dibujante de cómic e ilustrador italiano.

## Biografía
Inició como ilustrador en la industria editorial para niños y colaboró con las casas Play Press, Edigamma y Edinova. Con la Down Comix autoprodujo 12 números de su personaje Capitan Italia; sucesivamente, se dedicó a la miniserie de terror Lost Kidz, con guion de Roberto Recchioni y colores de la mujer de Venturi, Tiziana "MadCow", autoproducida por el grupo Factory. Desde 1999 a 2005 se desempeñó como editor y se ocupó de la edición de cómics de la DC Comics por cuenta de la editorial Play Press Publishing.
Dibujó historias breves de Lanciostory y Skorpio con Lorenzo Bertoli y Roberto Recchioni, también autores de John Doe y Detective Dante, de los cuales Venturi realizó varios álbumes. Para Disney realizó los lápices de la serie Kylion. Para la editorial Bonelli ilustró los cómics Brad Barron, Demian, Zagor, Tex e Il grande Belzoni (de la serie Romanzi a fumetti Bonelli), del que fue también guionista. Dibujó los crossovers de Zagor con Dragonero y Brad Barron.